# Ekstraliga na żużlu (2003)
Ekstraliga żużlowa 2003 to czwarty, od czasu uruchomienia Ekstraligi i 56. w historii, sezon rozgrywek najwyższego szczebla o drużynowe mistrzostwo Polski na żużlu. Tytułu mistrza Polski z sezonu 2002 broniła drużyna Polonii Bydgoszcz.
W rozgrywkach triumfował zespół Top Secret-Włókniarz Częstochowa. Częstochowianie w ostatniej kolejce pokonali żużlowców Apatora-Adriany Toruń i zapewnili sobie czwarty tytuł w historii.

## Zespoły
| Drużyna                          | Stadion                                           | Miejsce w EŻ 2002 |
| -------------------------------- | ------------------------------------------------- | ----------------- |
| Plusssz-Polonia Bydgoszcz        | Stadion Miejski im. Marszałka Józefa Piłsudskiego | 1. miejsce        |
| Unia Leszno                      | Stadion im. Alfreda Smoczyka                      | 2. miejsce        |
| Atlas Wrocław                    | Stadion Olimpijski we Wrocławiu                   | 3. miejsce        |
| Top Secret-Włókniarz Częstochowa | Miejski stadion żużlowy w Częstochowie            | 4. miejsce        |
| Apator-Adriana Toruń             | Stadion KS Apator im. Mariana Rosego              | 5. miejsce        |
| Polonia Piła                     | Stadion Polonii Piła                              | 6. miejsce        |
| Lotos Gdańsk                     | Stadion im. Zbigniewa Podleckiego                 | 7. miejsce        |
| ZKŻ Quick-Mix Zielona Góra       | Stadion Żużlowy w Zielonej Górze                  | Beniaminek        |

## Rozgrywki

### Runda zasadnicza

#### Tabela
| Poz. | Drużyna                          | M  | Z  | R | P  | Pkt | +/-  | Kwalifikacja lub spadek |
| ---- | -------------------------------- | -- | -- | - | -- | --- | ---- | ----------------------- |
| 1    | Top Secret-Włókniarz Częstochowa | 14 | 11 | 0 | 3  | 22  | +222 | Grupa mistrzowska       |
| 2    | Apator-Adriana Toruń             | 14 | 10 | 0 | 4  | 20  | +178 | Grupa mistrzowska       |
| 3    | Plusssz-Polonia Bydgoszcz        | 14 | 9  | 0 | 5  | 18  | −36  | Grupa mistrzowska       |
| 4    | Atlas Wrocław                    | 14 | 8  | 1 | 5  | 17  | +67  | Grupa mistrzowska       |
| 5    | ZKŻ Quick-Mix Zielona Góra       | 14 | 8  | 0 | 6  | 16  | +37  | Grupa spadkowa          |
| 6    | Unia Leszno                      | 14 | 7  | 0 | 7  | 14  | +64  | Grupa spadkowa          |
| 7    | Lotos Gdańsk                     | 14 | 1  | 1 | 12 | 3   | −252 | Grupa spadkowa          |
| 8    | Polonia Piła                     | 14 | 1  | 0 | 13 | 2   | −280 | Grupa spadkowa          |

#### Wyniki
| Gospodarz \ Gość                 | CZE   | TOR   | BYD   | WRO   | ZIE   | LES   | GDA   | PIŁ   |
| -------------------------------- | ----- | ----- | ----- | ----- | ----- | ----- | ----- | ----- |
| Top Secret-Włókniarz Częstochowa | —     | 48–42 | 65–25 | 44–46 | 60–30 | 55–35 | 59–31 | 68–22 |
| Apator-Adriana Toruń             | 43–46 | —     | 59–30 | 53–37 | 58–32 | 60–28 | 62–28 | 58–31 |
| Plusssz-Polonia Bydgoszcz        | 46–43 | 51–39 | —     | 25–23 | 54–36 | 47–43 | 56–34 | 48–42 |
| Atlas Wrocław                    | 32–58 | 50–40 | 38–22 | —     | 55–35 | 47–43 | 58–32 | 58–31 |
| ZKŻ Quick-Mix Zielona Góra       | 49–41 | 43–47 | 48–42 | 50–40 | —     | 46–44 | 67–23 | 62–28 |
| Unia Leszno                      | 41–49 | 40–50 | 58–32 | 46–44 | 46–43 | —     | 66–24 | 57–33 |
| Lotos Gdańsk                     | 38–52 | 44–45 | 42–48 | 45–45 | 43–47 | 35–55 | —     | 46–44 |
| Polonia Piła                     | 38–52 | 30–60 | 41–49 | 36–54 | 30–60 | 31–58 | 51–38 | —     |

### Runda finałowa

#### Grupa mistrzowska
| Poz. | Drużyna                          | M  | Z  | R | P  | Pkt | +/-  |  | CZE   | TOR   | BYD   | WRO   |
| ---- | -------------------------------- | -- | -- | - | -- | --- | ---- |  | ----- | ----- | ----- | ----- |
| 1    | Top Secret-Włókniarz Częstochowa | 20 | 15 | 0 | 5  | 30  | +255 |  | —     | 49–41 | 53–37 | 51–38 |
| 2    | Apator-Adriana Toruń             | 20 | 15 | 0 | 5  | 30  | +214 |  | 46–44 | —     | 51–39 | 49–41 |
| 3    | Plusssz-Polonia Bydgoszcz        | 20 | 11 | 0 | 9  | 22  | −78  |  | 48–42 | 36–53 | —     | 47–43 |
| 4    | Atlas Wrocław                    | 20 | 9  | 1 | 10 | 19  | +40  |  | 43–47 | 42–47 | 48–41 | —     |

1. 1 2  Punkty w meczach bezpośrednich: Częstochowa: 6, Toruń: 2.

#### Grupa spadkowa
| Poz. | Drużyna                    | M  | Z  | R | P  | Pkt | +/-  | Kwalifikacja lub spadek |       | ZIE   | LES   | GDA   | PIŁ   |
| ---- | -------------------------- | -- | -- | - | -- | --- | ---- | ----------------------- | ----- | ----- | ----- | ----- | ----- |
| 5    | ZKŻ Quick-Mix Zielona Góra | 20 | 11 | 0 | 9  | 22  | +64  |                         |       | —     | 54–35 | 53–37 | 58–32 |
| 6    | Unia Leszno                | 20 | 10 | 0 | 10 | 20  | +39  |                         | 53–37 | —     | 48–42 | 49–41 |       |
| 7    | Lotos Gdańsk               | 20 | 4  | 1 | 15 | 9   | −266 | Baraż o utrzymanie      |       | 49–41 | 49–41 | —     | 47–43 |
| 8    | Polonia Piła               | 20 | 4  | 0 | 16 | 8   | −268 | Spadek do I. Ligi       |       | 50–40 | 58–30 | 51–39 | —     |

### Baraż o Ekstraligę żużlową 2004
| Baraż |        | Lotos Gdańsk 7. miejsce | 84:96 | Unia Tarnów 2. miejsce w I. Lidze żużlowej |
| ----- | ------ | ----------------------- | ----- | ------------------------------------------ |
| Baraż | 12 paź | Unia Tarnów             | 48:42 | Lotos Gdańsk                               |
| Baraż | 19 paź | Lotos Gdańsk            | 42:48 | Unia Tarnów                                |

Źródło: Ekstraliga – Speedway w Polsce 2003

### Końcowa klasyfikacja
| Ekstraliga żużlowa 2003 | Ekstraliga żużlowa 2003                                             |
| ----------------------- | ------------------------------------------------------------------- |
|                         | Top Secret-Włókniarz Częstochowa Drużynowy Mistrz Polski (4. tytuł) |
|                         | Apator-Adriana Toruń                                                |
|                         | Plusssz-Polonia Bydgoszcz                                           |
| 4.                      | Atlas Wrocław                                                       |
| 5.                      | ZKŻ Quick-Mix Zielona Góra                                          |
| 6.                      | Unia Leszno                                                         |
| 7.                      | Lotos Gdańsk Spadek do 1. Ligi żużlowej                             |
| 8.                      | Polonia Piła Spadek do 1. Ligi żużlowej                             |